# Xavier Vallat
Xavier Vallat (Villedieu, 23 de diciembre de 1891-Annonay, 6 de enero de 1972) fue un político antisemita francés.

## Biografía
Nacido dentro del seno de una familia modesta profundamente católica el 23 de diciembre de 1891 en Villedieu (departamento de Vaucluse), perdió un ojo y una pierna combatiendo en la Primera Guerra Mundial.
Presentaba un pensamiento católico, xenófobo, monárquico, antisemita y germanófobo y durante el periodo de entreguerras militó en diversos partidos y/o ligas: Acción Francesa, Le Faisceau, la Croix-de-feu, el Parti repúblicain national et social (sucesor de Jeunesses patriotes) y la Federación Republicana.
El día 6 de junio de 1936 saludó a Léon Blum, nuevo presidente del consejo (jefe de gobierno) con la siguiente declaración: «Vuestra llegada al poder, señor presidente del Consejo, es incontestablemente una fecha histórica. Por primera vez, este viejo país galo-romano va a ser gobernado por un judío».
Vallat —que fue diputado por Ardèche entre 1919 y 1924 y entre 1928 y 1940— fue nombrado Comisario General de Asuntos Judíos de la Francia de Vichy en marzo de 1941, convirtiéndose en el responsable dentro del régimen de articular una toma de medidas para actuar sobre la «Cuestión judía», mediante una serie de propuestas que contemplaban la discriminación y expulsión de los judíos, sin embargo menos violentas que las provenientes de Alemania, y que permitirían la permanencia de una serie de familias judías «excepcionales» que se caracterizarían por «haberse asimilado» a la sociedad francesa. Creó un censo para judíos en la Francia de Vichy. Louis Darquier le sucedió en el cargo el 6 de mayo de 1942.
Con el fin de la Segunda Guerra Mundial, fue juzgado y condenado a 10 años de prisión el 10 de diciembre de 1947, siendo liberado 2 años más tarde. Falleció el 6 de enero de 1972 en Annonay, departamento de Ardèche.